# Sordello da Goito

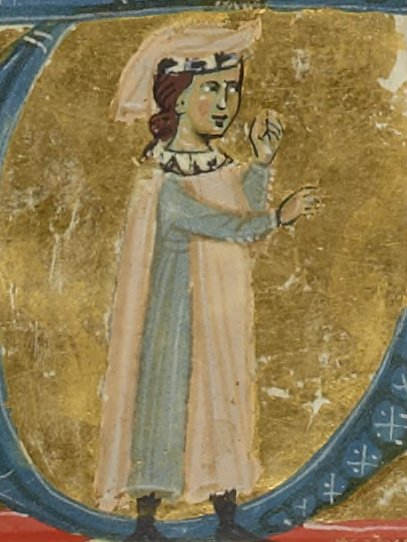
Miniatur Sordellos da Goito aus einem Manuskript des 13. Jahrhunderts

Sordello da Goito (* Anfang des 13. Jahrhunderts in Goito; † vor 30. August 1269 in den Abruzzen) war einer der bedeutendsten italienischen Troubadoure; er übernahm die lingua d’oc für seine Texte.

## Leben
Sordellos Geburtsdatum ist unsicher, es liegt im frühen 13. Jahrhundert. Vermutlich wurde er im Corte Sereno, einer Fraktion von Goito, geboren. Er entstammte einer Familie von niederem Adel, sein Vater war ein Soldat auf der Burg von Goito, sein Leben, das er an den berühmtesten Höfen Europas verbrachte, war ereignisreich und intensiv. In seiner Jugend war er, wie aus seiner frühesten Komposition, einem Austausch von Strophen (coblas in Provenzalisch) mit Aimeric de Péguilhan, hervorgeht, ein Hofnarr.
Nach einem Aufenthalt in Ferrara zwischen 1220 und 1221 am Hof von Azzo VII. d’Este, wo er Rambertino Buvalelli kennenlernte, der ihm die ersten Grundzüge der Dichtkunst beibrachte, zog Sordello nach Verona zum Grafen Riccardo di Sambonifacio: das Jeu parti mit Guilhem de la Tor, in denen er die Thesen der Minne verteidigt, stammt aus dieser Zeit um 1225.

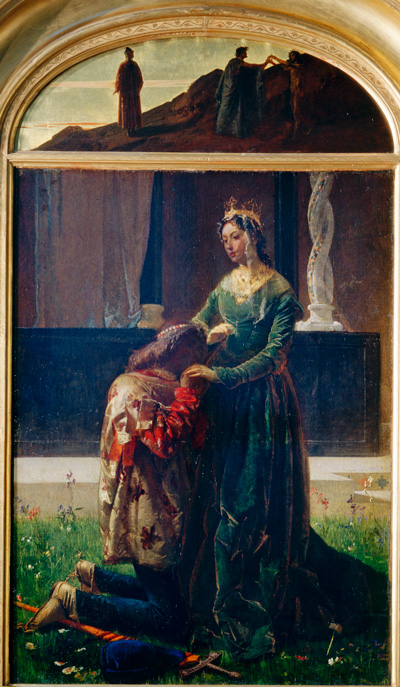
Federico Faruffini, Sordello und Cunizza, Mailand, Pinacoteca di Brera

Im Jahr 1226 leitete er, wiederum in Verona, die Expedition zur Entführung seiner Frau Cunizza da Romano von Riccardo di Sambonifacio im Auftrag der Brüder der Frau, Ezzelino III. und Alberico da Romano. Er hatte in der Zwischenzeit Otta degli Strasso, eine Adlige aus Ceneda (ein Stadtviertel von Vittorio Veneto) geheiratet, als er 1229 den Hof der Da Romano verließ, um aufgrund verschiedener politischer Ereignisse nach Spanien zu reisen, Portugal und in die Provence, wo er vom Grafen Raimund Berengar V. (Provence) den Titel eines Ritter (Ehre) verliehen bekam und einige Lehnsgüter übertragen bekam.
1245 starb Raymond Berengar IV., und Sordello blieb bis 1265 bei seinem Erben Karl I. (Neapel), kehrte dann nach Italien zurück, wo er 1269 von diesem einige Lehen in den Abruzzen (Civitaquana, Monteodorisio, Paglieta und Palena) erhielt und wahrscheinlich noch im selben Jahr starb. Von ihm sind 42 Lyriken zu verschiedenen Themen erhalten, die sich sowohl mit der Liebe als auch mit politischen Themen befassen, sowie ein didaktisches Gedicht, Ensenhamen d’onor (Gebote der Ehre). Sein berühmtester Text ist das Compianto in morte di ser Blacatz, eine Grabrede auf einen provenzalischen Schutzherrn der Troubadoure, die um 1237 im Stil der Satire verfasst wurde.
Sordello da Goito verdankt seinen Ruhm vor allem dem Porträt, das Dante Alighieri in Canto sesto, settimo und ottavo des Purgatorio poetisch von ihm zeichnete. Und es ist gerade Sordello, der mit seinem spontanen Austausch von Umarmungen mit Publius Vergilius Maro („Io son Sordello della tua terra“) dem Dichter das Stichwort für die berühmte Invektive „Ahi, serva Italia“ in Canto VI des Purgatorio liefert.

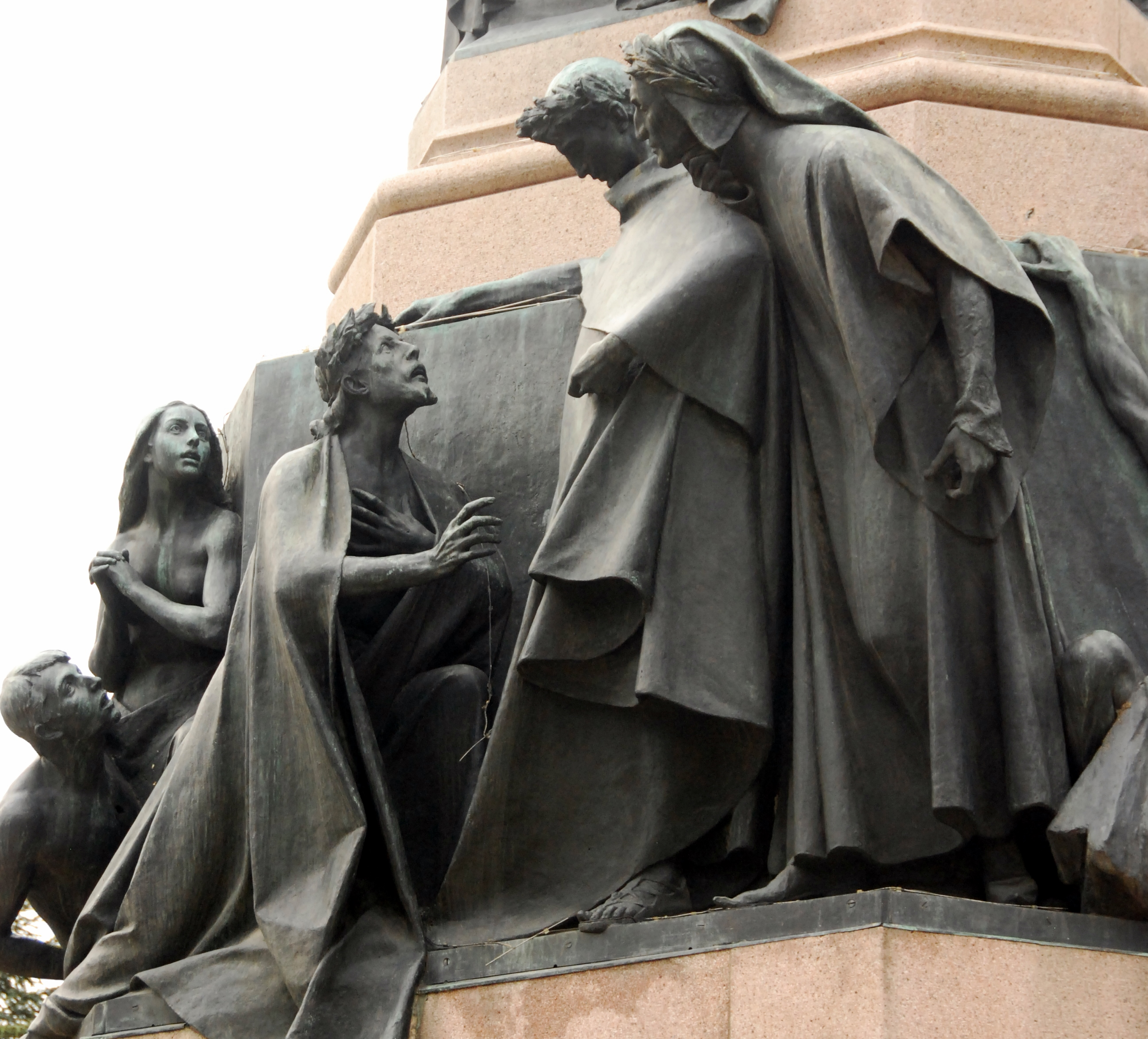
Die Begegnung von Dante und Vergilius mit Sordello im Purgatorio, Detail des Dante-Denkmal in Trient, realisiert von dem Florentiner Bildhauer Cesare Zocchi im Jahr 1896

In Mantua wurde die Piazza Sordello nach ihm benannt und in Monteodorisio ein Auditorium.